# Aleksandra Burtxenkova
Aleksandra Vassílievna Burtxenkova (en rus: Александра Васильевна Бурченкова) (Velikié Louki, óblast de Pskov, 16 de setembre de 1988) és una ciclista russa que fou professional del 2007 al 2014. Del seu palmarès destaca el Campionat nacional en contrarellotge.

## Palmarès
- 2005
  -  Campiona d'Europa júnior en Contrarellotge
- 2007
  - Vencedora d'una etapa al Tour de Prince Edward Island
- 2008
  - Vencedora d'una etapa a la Gracia Orlová
- 2009
  - 1a al Tour de Feminin-O cenu Českého Švýcarska i vencedora de 2 etapes
- 2010
  -  Campiona d'Europa sub-23 en Ruta
- 2011
  -  Campiona de Rússia en contrarellotge
  - 1a al Tour de Bretanya i vencedora d'una etapa
  - 1a a la Gracia Orlová
- 2012
  - 1a a la Volta a Adiguèsia i vencedora d'una etapa
- 2013
  - Vencedora d'una etapa a la Volta a Adiguèsia